# لورا مانا
لورا مانا (بالإسبانية: Laura Mañá)‏ (و. 1968 – م) هي ممثلة، وكاتبة سيناريو، ومخرجة سينمائية، وكاتِبة من إسبانيا. ولدت في برشلونة.

## وصلات خارجية
- لورا مانا على موقع IMDb (الإنجليزية)
- لورا مانا على موقع ألو سيني (الفرنسية)
- لورا مانا على موقع أول موفي (الإنجليزية)
- لورا مانا على موقع قاعدة بيانات الفيلم (الإنجليزية)
- لورا مانا على موقع كينوبويسك (الروسية)